# Hymen (mitologia)

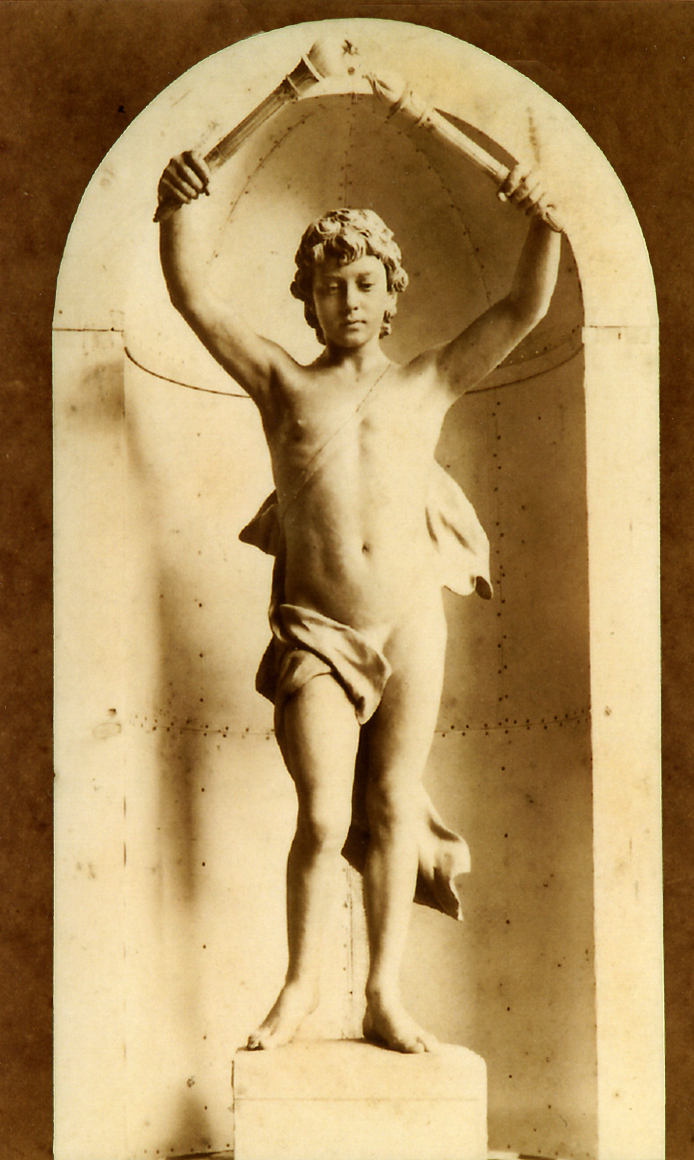
Hymen z atrybutami (rzeźba z hamburskiego ratusza, ok. 1910)

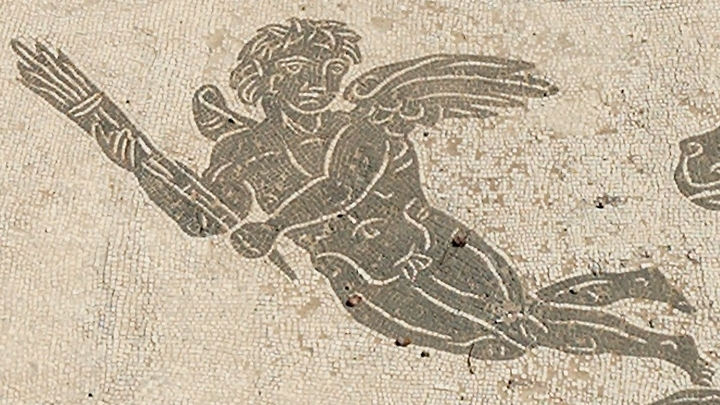
Na rzymskiej mozaice z Ostii (II w.)

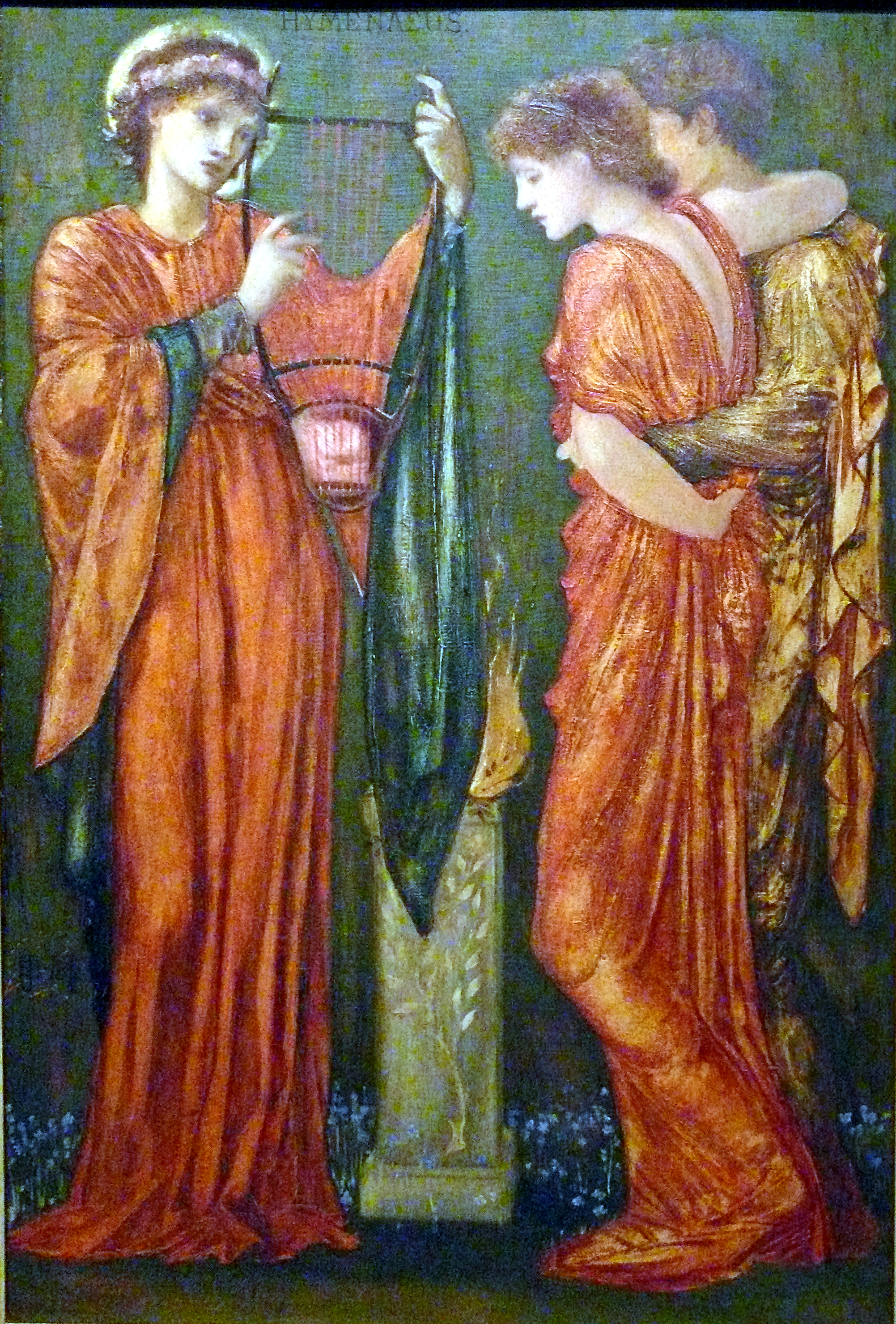
W wizji angielskich prerafaelitów (mal. E. Burne-Jones, 1869)

Hymen (gr. Ὑμήν, Ὑμέναιος Hymén, Hyménaios, łac. Hymenaeus) – w mitologii greckiej bóg małżeństwa i ceremonii ślubnych  (obrzędu zaślubin i uroczystości weselnych), patron weselnego orszaku i uosobienie pieśni weselnej.

## Pochodzenie
Kwestia rodowodu Hymena należy do niejasnych, zawikłanych i pełnych sprzeczności. Na ogół uważano go za syna Zeusa lub Apollona i jednej z muz (Kalliope lub też Uranii, Klio albo Terpsychory). Według innych wersji mitologicznych był jednak potomkiem Dionizosa i Afrodyty bądź Kalliope i Magnesa; bratem Ialemosa i Orfeusza. Wskutek tych koneksji uważany był za mieszkańca góry muz – Helikonu. Jako ulubieniec Apolla, Hesperosa i Tamyrisa, był również przyjacielem i współtowarzyszem Erosa.
U Greków należał do bóstw niższej kategorii, zapewne dlatego, że nim awansował do rzędu bogów, miał być zwykłym człowiekiem. Przypuszcza się, że pierwotnie było to bóstwo uosabiające jedynie pieśń weselną (podobnie jak Iakchos), dopiero później uległo przekształceniu w bóstwo zaślubin i małżeństwa.

## W mitologii
Według najbardziej rozpowszechnionej wersji mitu, jako piękny młodzieniec uwodził ateńskie dziewczęta podczas święta Demeter (tesmoforiów), sam przebrany za kobietę. Kiedy w Eleuzis porwali je rozbójnicy (bądź piraci, korsarze), obiecał je zwrócić rodzinom, lecz pod warunkiem, że odtrącająca go dotąd dziewczyna szlachetnego rodu zostanie jego małżonką. Uratowane przez niego Atenki zostały zwrócone swym oblubieńcom i poślubione przy okrzykach: „O, Hymen! O, Hymenaje!”, którymi odtąd zwykle odprowadzano nowożeńców do ich domu. Stąd też pochodzi miano hymenaios nadane radosnej pieśni weselnej, znanej z późniejszego przekazu Katullusa.
Inny mit wyjaśniał jego obecność w weselnym obrządku jako syna Magnesa i znakomitego śpiewaka uświetniającego zaślubiny Dionizosa i Altei i nagle zmarłego, a dla upamiętnienia później wzywanego zawsze podczas wesela. Pokrewny mit głosił, że miał stracić głos śpiewając na godach Dionizosa i Ariadny, w których uczestniczył jako kochanek Hesperosa (małżeństwa zawierano, gdy wschodziła Gwiazda Wieczorna). Według innej wersji zmarł wówczas niespodzianie, lecz został przez Asklepiosa przywrócony do życia. Kolejny wariant mitu podawał, że Hymen zmarł w dniu własnego wesela (też ożywiony potem przez Asklepiosa), co na trwałe połączyło go z tą ceremonią.

## W ikonografii
Hymen miał konkurować urodą z samym Apollonem. Tradycyjnie przedstawiano go jako długowłosego młodzieńca o  delikatnych, prawie kobiecych kształtach, z trzymanymi w rękach symbolami związku małżeńskiego: płonącą pochodnią weselną, wieńcem różanym i fletem (lub berłem). Do jego atrybutów należały też orzechy. Nierzadko wyobrażano go również w postaci uskrzydlonej, lecz o wyglądzie poważniejszym od Erosa. W mitologii Rzymian jego odpowiednikiem był bóg zaślubin Talassius.